# Musab Kheder
Musab Kheder (znany też jako Musab Khoder) (ur. 26 września 1993 w Chartumie) – katarsko-sudański piłkarz, występujący na pozycji obrońcy w katarskim klubie Al-Sadd SC oraz w reprezentacji Kataru. Uczestnik Mistrzostw Świata 2022.

## Statystyki

### Klubowe
Na podstawie:
| Klub         | Sezonów | Liga               | Liga  | Liga   | Puchar krajowy | Puchar krajowy | Kontynentalne | Kontynentalne | Suma  | Suma   |
| Klub         | Sezonów | Liga               | Mecze | Bramki | Mecze          | Bramki         | Mecze         | Bramki        | Mecze | Bramki |
| ------------ | ------- | ------------------ | ----- | ------ | -------------- | -------------- | ------------- | ------------- | ----- | ------ |
| Al-Sadd SC   | 11      | Qatar Stars League | 113   | 3      | 9              | 1              | 23            | 0             | 145   | 4      |
| Al-Rayyan SC | 1       | Qatar Stars League | 7     | 0      | 0              | 0              | 6             | 0             | 13    | 0      |
| Al-Arabi SC  | 2       | Qatar Stars League | 23    | 0      | 0              | 0              | –             | –             | 23    | 0      |
|              | Łącznie | Łącznie            | 143   | 3      | 9              | 1              | 29            | 0             | 181   | 4      |

### Reprezentacyjne
Na podstawie:
| Rozgrywki                     | Faza        | M  | Gol | Żółta kartka | Czerwona kartka |
| ----------------------------- | ----------- | -- | --- | ------------ | --------------- |
| Mecze towarzyskie             | –           | 17 | 0   | 2            | 0               |
| Eliminacje MŚ 2018            | Grupa A     | 1  | 0   | 0            | 0               |
| Eliminacje MŚ 2022            | Grupa 5     | 5  | 0   | 0            | 0               |
| Puchar Zatoki Perskiej 2019   | Grupa A     | 1  | 0   | 0            | 0               |
| Złoty Puchar CONCACAF 2021    | Grupa D     | 1  | 0   | 0            | 0               |
| Puchar Narodów Arabskich 2021 | Grupa A     | 3  | 0   | 0            | 0               |
| Puchar Narodów Arabskich 2021 | Mecz o 3M   | 1  | 0   | 1            | 0               |
| MŚ 2022                       | Grupa A     | 1  | 0   | 0            | 0               |
| Złoty Puchar CONCACAF 2023    | Grupa B     | 2  | 0   | 0            | 0               |
| Złoty Puchar CONCACAF 2023    | Ćwierćfinał | 1  | 0   | 0            | 0               |

## Sukcesy
Na podstawie:

### Klubowe
Z Al-Sadd SC:
- Mistrz Kataru 2018/19, 2020/21, 2021/22
- Puchar Kataru 2019/20, 2020/21
- Puchar Ligi Katarskiej 2021